# رباط سبزوار
رباط سبزوار هو رباط تاريخي يعود إلى عصر السلالة الصفوية، ويقع في سبزوار.